# Anita O’Day at Mister Kelly’s
Anita O’Day at Mister Kelly’s (также просто At Mister Kelly’s) — концертный альбом американской певицы Аниты О’Дэй, записанный 27 апреля 1958 года в чикагском ночном клубе Mister Kelly’s при участии пианиста Джо Мастерса, ударника Джона Пула и басиста Эла Би Вуда. Альбом был выпущен в том же году на лейбле Verve Records.

## Отзывы критиков
| Оценки критиков                     | Оценки критиков |
| Источник                            | Оценка          |
| ----------------------------------- | --------------- |
| AllMusic                            | [ 1 ]           |
| Billboard                           | [ 2 ]           |
| Encyclopedia of Popular Music       | [ 3 ]           |
| The Rolling Stone Jazz Record Guide | [ 4 ]           |

Ричард С. Джинелл в своей рецензии AllMusic написал: «Анита О’Дэй пребывает в приподнятом настроении, представляя серию стандартов и новинок. Является ли это точно записью её живого выступления, остаётся под вопросом; сценические занятия в перерывах между номерами кажутся довольно формальными, и на самом деле никто не чувствует волнения от живого выступления. Тем не менее, О’Дэй явно находится в творческом настроении, позволяя своей уязвимости проявиться в зажигательных балладах или наслаждаясь энергичными тренировками. Её вокал в „Tea for Two“ — виртуозная деконструкция, полная сатирических цитат и ритмических сдвигов в сверхскоростном темпе. Джо Мастерс с быстрыми пальцами украшает заливки стандартными боп-ритмами на слегка фальшивом домашнем пианино».
В журнале Billboard заявили, что О’Дэй находится в прекрасной вокальной форме, её выступления приятны, а интерпретации мелодий хороши и подобраны со вкусом. Нэт Хентофф из HiFi Review: «Анита остаётся одной из немногих аутентичных джазовых певиц. Она усердно свингует, её фразировка на самом высоком уровне в джазовой линейке, её звучание горячо инструментализировано. Однако за последние пару лет, особенно в личных выступлениях, в её игру проникло изрядное количество шоу-бизнеса. Есть несколько беспричинно манерных фраз и странные приёмы дикции, которые иногда звучат так, будто кто-то пародирует Аниту. В целом, однако, это одна из её лучших сессий, и в ней достаточно теплоты и искренности, чтобы оправдать её прослушивание». В издании Cash Box отметили, что альбом изобилует активностью благодаря энергичному и жизнерадостному стилю свинга певицы, а также признали его лучшим джазовым релизом недели.

## Список композиций
1. «But Not for Me» (Джордж Гершвин, Айра Гершвин) — 3:09
2. «I Have a Reason for Living» (Джо Олбани, Эйлин Олбани) — 4:52
3. «My Love for You» (Эдвард Хейман, Гарри Джейкобсон) — 3:06
4. «Varsity Drag» (Лью Браун, Бадди Де Силва, Рэй Хендерсон) — 1:51
5. «It Never Entered My Mind» (Лоренц Харт, Ричард Роджерс) — 3:58
6. «Tea for Two» (Ирвинг Сизар, Винсент Юманс) — 2:17
7. «Every Time I’m with You» (Джефф Вассерман) — 2:08
8. «Have You Met Miss Jones?» (Лоренц Харт, Ричард Роджерс) — 2:37
9. «The Wildest Gal in Town» (Сэмми Фейн, Джек Йеллен) — 3:05
10. «Star Eyes» (Джин Де Пол, Дон Рэй) — 3:04
11. «Loneliness Is a Well» (Джо Олбани, Эйлин Олбани) — 3:17
12. «The Song Is You» (Оскар Хаммерстайн II, Джером Керн) — 3:20

## Участники записи
- Бас-гитара — Эл Би Вудс
- Вокал — Анита О’Дэй
- Ударные — Джон Пул
- Фортепиано — Джо Мастерс